# متحف الآثار وعلم الإنسان في جامعة بنسلفانيا

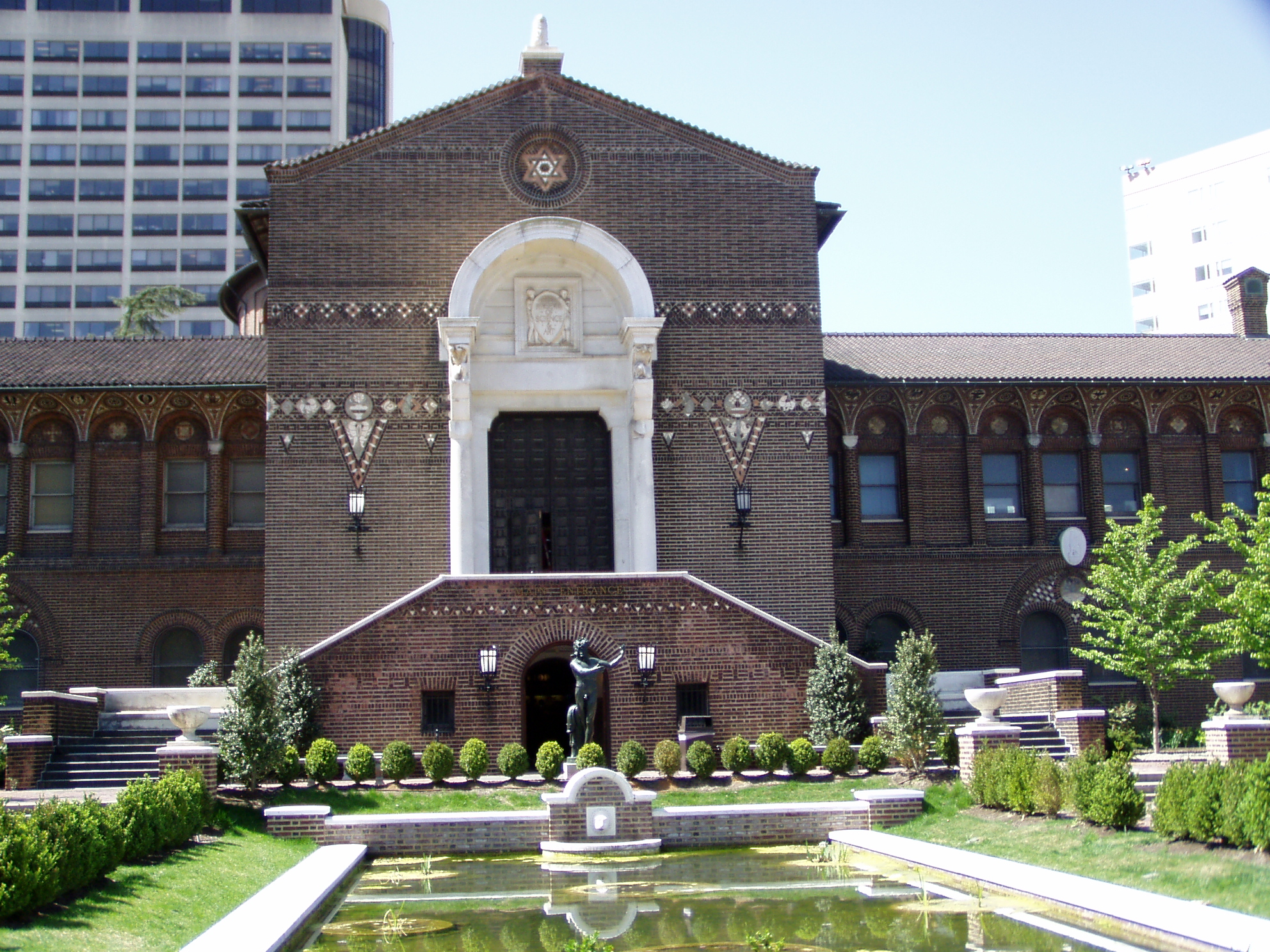
واجهة المتحف.

متحف الآثار وعلم الإنسان في جامعة بنسلفانيا (بالإنجليزية: University of Pennsylvania Museum of Archaeology and Anthropology) يعرف عمومًا باسم متحف الجامعة (The University Museum) واختصارًا جامعة بِن (Penn Museum)، هو متحف لعلمَيْ الآثار والإنسان، وهو جزء من جامعة بنسلفانيا في فيلادلفيا بولاية بنسلفانيا الأمريكية.
المتحف الذي تأسس العام 1887، يحوي ما يزيد عن 400 أثر تم جمعها من أنحاء العالم وبالأخص من مناطق البحر المتوسط والشرق الأوسط وأمريكا اللاتينية والصين.

## المحتويات

فينوس بنغازي.

يحوي المعرض مجموعة تزيد عن 400 أثر ولقيا وأدوات تعود لعدد من الحضارات من بينها مجموعة من الآثار الإغريقية سواء من اليونان أو مناطق أخرى في البحر المتوسط كمنحوتة فينوس بنغازي التي عثر عليها العام 1902 في مدينة بنغازي الليبية إضافة إلى مجموعات أخرى.
وتعتبر مجموعة المتحف من الأدوات المصرية من بين الأفضل في العالم، حيث لدى المتحف مجموعة من المعارض المصرية التي تعرض منحوتات ومومياوات. كما يضم المتحف بعض الآثار من العمارة المصرية القديمة بما فيها أعمدة وتمثال أبو الهول يزن 13 طنا من الغرانيت يمثل رعمسيس الثاني يعود إلى 1200 علم قبل الميلاد من قصر الفرعون مرنبتاح. تم العثور عليها في حفريات بعثة المتحف في مصر العام 1915.

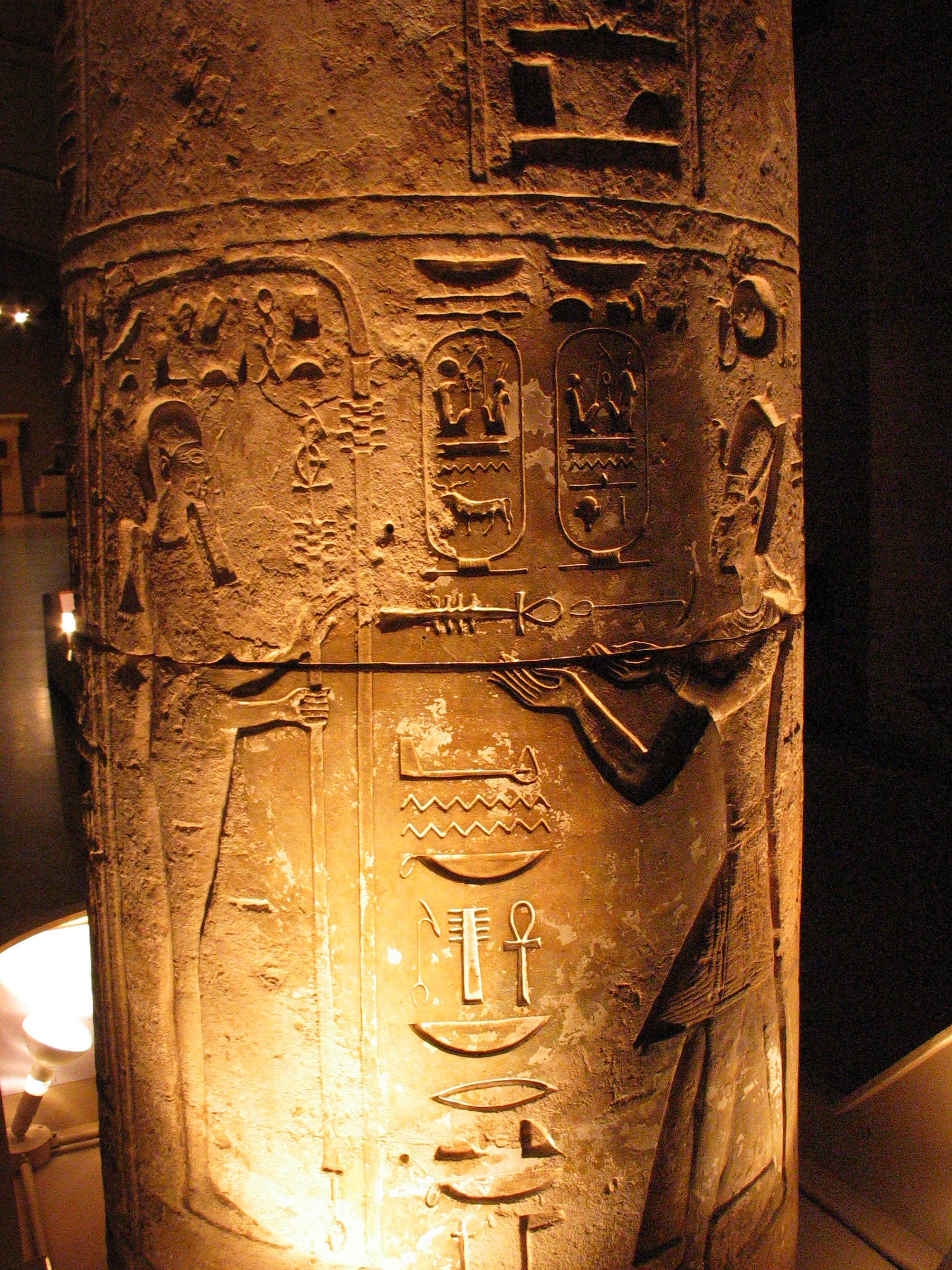
عمود مصري نقش عليه رسم لمرنبتاح وهو أمام بتاح.

كما تعرض المجموعة الصينية في معرض كبير، ويحتوي مجموعة كبيرة من اللوحات والمنحوتات إضافة إلى تحفة كروية منقوشة من الكريستال والتي تعود للإمبراطورة تسي شي والتي تعد من أفخمها على الإطلاق. إضافة إلى تمثال الآلهة المصرية أوزوريس فقد سرقت الكرة من المتحف العام 1988. ليعثر عليها أحد العاملين في المتحف حين شاهد تمثال أوزوريس في محل لبيع مقتنيات أنتيكية، وليتم تعقب أثر الكرة إلى منزل في نيوجيرسي ومن ثم اعادتها إلى المتحف.
من بين أهم مقتنيات المتحف في معرض ما بين النهرين، مقابر أور الملكية، والتي ساعدت بعثة المتحف مع المتحف البريطاني في اكتشافها في العراق. حيث كانت أور مدينة-دولة مهمة في حضارة سومر. المجموعة تحوي عدة تيجان ومواد زينة مغطاة بالذهب وأحجار ثمينة وآلات موسيقية.
كما يحتوي «متحف بين» على مجموعة آثار تعود إلى حفائر في مدينة المايا مدينة تيكال في غواتيمالا بين عامي 1956 و1970 كما يعرض في المتحف عدة أدوات للاستعمال المحلي تعود إلى تلك الحضارة إضافة إلى «أعمدة تأريخية» "Stele" من المدن المعاصرة كاراكول وبيدراس بيدراس نيغراس. كما يعرض المعرض مجموعة أدوات تعود لحضارات الأزتيك وتيوتيهواكان.